# Helmut Rankl
Helmut Rankl ist ein deutscher Historiker.

## Leben
Von 1967 bis 2002 war er im bayerischen Gymnasialdienst tätig. Nach der Promotion 1970 in München hatte er seit 1991 einen Lehrauftrag für Bayerische Geschichte an der LMU. Nach der Habilitation 1996 an der LMU wurde er dort außerplanmäßiger Professor für bayerische Landesgeschichte.
Seine Forschungsschwerpunkte sind jeweils Spätmittelalter und Frühneuzeit: Agrar‐ und ländliche Sozialgeschichte, Stadtgeschichte und Verhältnis Kirche–Staat.

## Schriften (Auswahl)
- Das vorreformatorische landesherrliche Kirchenregiment in Bayern (1378–1526). München 1971, ISBN 3-87913-034-5.
- Staatshaushalt, Stände und „Gemeiner Nutzen“ in Bayern 1500–1516. München 1976, ISBN 3-7696-9903-3.
- Landvolk und frühmoderner Staat in Bayern 1400–1800. München 1999, ISBN 3-7696-9692-1.
- Altbayerische Kleinstädte im Spiegel landesherrlicher Erhebungen des 17. und 18. Jahrhunderts. Erding, Rosenheim, Trostberg und Murnau. München 2011, ISBN 978-3-7696-6879-7.